# Benny Söderling
Olle Benny Söderling (* 11. März 1941 in Bromma, Stockholm; † 25. April 2009 in Solna) war ein schwedischer Bandy-, Eishockey- und Fußballspieler. 

## Werdegang
Söderling begann seine sportliche Karriere bei Essinge IK. 1960 ging er kurzzeitig zu Karlbergs BK, ehe er durch die Vermittlung von Tore Nilsson 1962 zu AIK kam. Beide vertraten den Klub sowohl im Bandy und Eishockey, als auch im Fußball. 
Söderling debütierte für die Fußballmannschaft von AIK, die im Vorjahr aus der Allsvenskan abgestiegen war, in der Division 2 Svealand und trug mit fünf Toren in vier Ligaspielen zur Zweitligameisterschaft bei. Auch in der anschließenden Aufstiegsrunde war er einmal erfolgreich: Beim abschließenden 2:0-Erfolg über IS Halmia schoss er in der Nachspielzeit das zweite Tor für den Klub, der damit dank des besseren Torverhältnisses die Rückkehr in die Erstklassigkeit feiern konnte. Da er jedoch sein Hauptaugenmerk auf Bandy legte, kam er in der Fotbollsallsvenskan in den beiden folgenden Jahren kaum zum Einsatz. Nach zwei Jahren standen neun Erstligaspiele und vier Tore zu Buche. 
1966 wechselte Söderling zu Hammarby IF, wo er ebenso in allen drei Sportarten aktiv war. Nach einem Jahr kehrte er zu Essinge IK zurück, für den er noch bis ungefähr 1978 als Bandyspieler aktiv war und anschließend auch das Traineramt beim Klub bekleidete.
Söderling blieb in seiner Laufbahn zwar ohne Titelgewinn, dafür kam er jedoch zu Länderspielehren. Für die schwedische Bandynationalmannschaft kam er zu elf Einsätzen und gehörte bei den Weltmeisterschaften 1967, 1969 und 1971 zum Aufgebot. Für die Eishockeynationalmannschaft stand er zweimal auf dem Eis. Im Bandy wurde er zudem als Stor Grabb ausgezeichnet.